# Gerhard Lothar von Büren

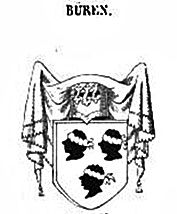
Wappen der Adelsfamilie von Büren aus Unna

Gerhard Lothar von Büren (* um 1600; † 28. Januar 1660) war ein adeliger Domherr und Domdekan im Domkapitel Speyer.

## Herkunft und Familie
Er entstammte dem Stadtadelsgeschlecht derer von Büren aus Unna. Eine Verwandtschaft mit den westfälischen Edelherren von Büren besteht sehr wahrscheinlich nicht. Letzteres trägt einen Löwen im Wappen, die Büren aus Unna jedoch drei Mohrenköpfe mit roten Binden auf silbernem Grund. Mehrere Familienangehörige erscheinen als Bürgermeister der Stadt Unna.
Er war der Sohn von Matthias von Büren, Herr zu Huckarde und Mengede, sowie seiner Gattin  Margaretha von Galen, Schwester des Dietrich von Galen. Dessen Sohn Christoph Bernhard von Galen (1606–1678)  – der Cousin Gerhard Lothars von Büren – amtierte als Fürstbischof von Münster. Das Epitaph der Eltern ist in der ev. St.-Remigius-Kirche Mengede erhalten.

## Leben
Gerhard Lothar von Büren trat in den geistlichen Stand ein. Am 4. November 1636 wurde er Domkustos von Speyer, wo er bereits 1632 als Domkapitular amtierte. In den Wirren des Dreißigjährigen Krieges hielt sich das Domkapitel zumeist außerhalb von Speyer auf, Bischof Philipp Christoph von Sötern residierte ohnehin überwiegend in Trier und saß von 1635 bis 1645 in Haft. Gerhard Lothar von Büren war in dieser Zeit der Domherr, der am meisten Präsenz in Speyer zeigte und sich dabei auch um den Dom kümmerte. 1636 reiste er mit Domdekan Erasmus von der Horst auf den Regensburger Reichstag, wo sie als Abgesandte des Trierer und Speyerer Domkapitels bei der Wahl Ferdinand III. zum deutschen König fungierten.
Nach dem Tod von Bischof Sötern wählte ihn das Domkapitel zu einem der Statthalter im Hochstift. Am 6. Februar 1653 erfolgte Bürens Wahl zum Domdekan von Speyer. Ausdrücklich gedachte man dabei seiner Verdienste während der vergangenen Kriegszeit, als er oft alleine in Speyer die Verantwortung für das Domkapitel trug und finanziell keinerlei Einkünfte hatte. Dieses Amt behielt er bis zu seinem Tode. Gleichzeitig war er Stiftspropst zu St. Guido. Zu seinem Testamentsvollstrecker ernannte er am 17. Januar 1660 den Cousin Christoph Bernhard von Galen, Fürstbischof von Münster.
Sein Bruder Matthias August von Büren lebte ebenfalls als Domherr in Speyer. Nachfolger als Domdekan wurde der spätere Bischof Johann Hugo von Orsbeck.